# Antonio Arroyo Silva
Antonio Arroyo Silva (Santa Cruz de La Palma, 21 de septiembre de 1957) es un poeta español. Premio Hispanoamericano de Poesía Juan Ramón Jiménez en su edición de 2018.

## Trayectoria
Licenciado en Filología Hispánica por la Universidad de la Laguna, ejerció como profesor de Literatura y Lengua en varios centros de Canarias, culminando su ejercicio en el municipio de Guía donde impartió clases hasta su jubilación.
En abril de 2018 recibió el máximo galardón del Premio Hispanoamericano de Poesía Juan Ramón Jiménez por el poemario Las horas muertas.
Su obra poética está incluida en diversas antologías como la dedicada al poeta español Miguel Hernández, con motivo de la celebración del centenario de su nacimiento, en 2011; el Álbum de Poesía. Mundial, publicado en Brasil en 2014, la antología Galaxias, editada en 2013 y la obra Ocho poetas, un infinito, publicada en 2020.
Es colaborador de revistas literarias y culturales como Artymaña, La Menstrua Alba (de Canarias), Zurgai (de Bilbao), La palabra y el Hombre (Veracruz, México) y de medios digitales así como en la prensa local y regional. Es miembro de la Red de escritores Mundiales en Español (REMES) y de la Nueva Asociación Canaria de Escritores (NACE). Su obra ha sido traducida al inglés, portugués y rumano. 
Ha participado en diversos festivales poéticos y literarios como el Festival Internacional de Poesía Encuentro 3 Orillas, en el Homenaje de Poetas del Mundo a Miguel Hernández, celebrado en junio de 2010, y en el Festival Internacional de Poesía de Puerto Rico, celebrado en 2019.

## Obras
- 1991, Las metamorfosis, Edición del Cabildo de La Palma
- 2008, Esquina Paradise, El Vigía Editora, ISBN 978-84-932668-9-9
- 2010, Caballo de la luz, El Vigía Editora, ISBN 978-84-937311-4-4
- 2012, Symphonia, Ediciones Idea,[12] ISBN 978-84-9941-883-4
- 2012, No dejes que el arquero, Col. Instante Estante, Brasil
- 2012, Las plaquettes Material de nube
- 2012, Un paseo bajo los flamboyanes, ISBN 978-92-0-427230-7
- 2012, La palabra devagar (ensayo) Editorial Idea-Aguere,[13] ISBN 978-84-9941-882-7
- 2013, Sísifo Sol, Editorial NACE, ISBN 978-84-941102-6-9
- 2014, Subirse a la luz. Antología esencial 1982.2014, (español-rumano), Rumanía
- 2015, Poética de Esther Hughes. Primera aurora, Editorial NACE, ISBN 978-84-942344-7-7
- 2016, Mis íntimas enemistades, Editorial NACE, ISBN 978-84-944783-5-2
- 2017, Ardentía, Mercurio Editorial,[14] ISBN 978-84-947273-2-0
- 2018, Fila cero, Editorial NACE, ISBN 978-84-947939-3-6
- 2018, Las horas muertas, Diputación de Huelva, ISBN 978-84-8163-579-9
- 2019, Bahía Borinquen, Editorial Idea-Aguere,[15] ISBN 978-84-17764-90-6
- 2021, Borrarse del mapa, Ediciones Garoé, ISBN 978-84-124691-4-1
- 2022, La nada de arena, Editorial BGR, ASIN: B0994LHZKD
- 2022, El cantar de las oropéndolas, Editorial BGR, ASIN: B0BRY785FN
- 2023, Hacia la luz, Asociación Abra Canarias Cultural, ISBN 979-88-520469-9-4